# Gyrodactylus robustus
Gyrodactylus robustus är en plattmaskart. Gyrodactylus robustus ingår i släktet Gyrodactylus och familjen Gyrodactylidae. Inga underarter finns listade i Catalogue of Life.